# Temporada da Stock Car Brasil de 2020

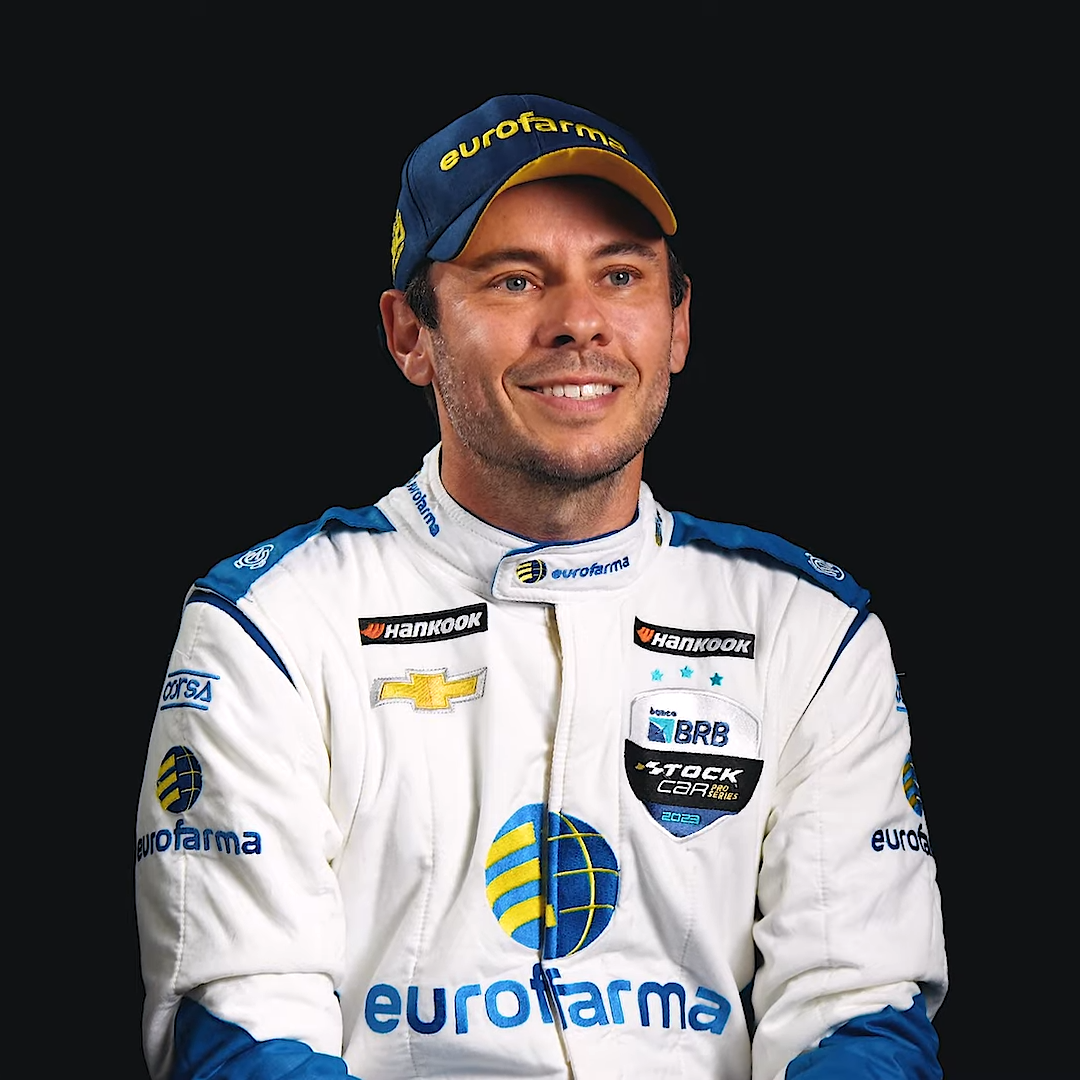
Ricardo Maurício conquistou o título de 2020

A temporada 2020 da Stock Car Brasil foi a 42.ª da categoria e marca a entrada da Toyota Gazoo Racing na competição, utilizando o Corolla. O campeonato foi vencido por Ricardo Maurício.

## Mudanças
- Em 2020 a Toyota Gazoo Racing se junta à Chevrolet fornecendo carros para a competição.[4]
- Chevrolet Cruze e Toyota Corolla serão os modelos usados.
- Os carros continuarão usando os mesmos chassis tubular, câmbio e suspensão, mas a carenagem de fibra dá lugar a lataria original dos carros com as mudanças necessárias para a adaptação.
- Ao contrário do divulgado previamente, as montadoras não usarão os mesmos motores. Enquanto a Chevrolet continuará com os motores LS3 (motor do Corvette de rua, preparado para competição pela JL) enquanto a Toyota usará um modelo construído sob encomenda pela DART, nos EUA.

## Equipes e pilotos
| Carro                     | Equipe                                 | No. | Piloto             | Etapas |
| ------------------------- | -------------------------------------- | --- | ------------------ | ------ |
| Chevrolet Cruze Stock Car | ACDelco/iCarros-Petrobrás Crown Racing | 0   | Cacá Bueno         | 1-14   |
| Chevrolet Cruze Stock Car | ACDelco/iCarros-Petrobrás Crown Racing | 4   | Julio Campos       | 1-14   |
| Chevrolet Cruze Stock Car | Crown Racing - Shell V-Power           | 51  | Átila Abreu        | 1-14   |
| Chevrolet Cruze Stock Car | Crown Racing - Shell V-Power           | 28  | Galid Osman        | 1-14   |
| Chevrolet Cruze Stock Car | R. Mattheis                            | 83  | Gabriel Casagrande | 1-14   |
| Chevrolet Cruze Stock Car | R. Mattheis                            | 43  | Pedro Cardoso      | 1-14   |
| Chevrolet Cruze Stock Car | Cavaleiro Sports                       | 5   | Denis Navarro      | 1-14   |
| Chevrolet Cruze Stock Car | Cavaleiro Sports                       | 80  | Marcos Gomes       | 1-14   |
| Chevrolet Cruze Stock Car | Hot Car Competições                    | 54  | Tuca Antoniazi     | 1-14   |
| Chevrolet Cruze Stock Car | Hot Car Competições                    | TBA | Indefinido         | 1-14   |
| Chevrolet Cruze Stock Car | Vogel Motorsport                       | 11  | Gaetano di Mauro   | 1-14   |
| Chevrolet Cruze Stock Car | Vogel Motorsport                       | 12  | Lucas Foresti      | 1-14   |
| Chevrolet Cruze Stock Car | Vogel Motorsport                       |     | Felipe Lapenna     | 9-10   |
| Chevrolet Cruze Stock Car | TMG/Blau Motorsport                    | 18  | Allam Khodair      | 1-14   |
| Chevrolet Cruze Stock Car | TMG/Blau Motorsport                    | 70  | Diego Nunes        | 1-14   |
| Chevrolet Cruze Stock Car | KTF Sports                             | 85  | Guilherme Salas    | 1-14   |
| Chevrolet Cruze Stock Car | KTF Sports                             | 46  | Vitor Genz         | 1-2    |
| Chevrolet Cruze Stock Car | KTF Sports                             | 120 | Vitor Baptista     | 3-4    |
| Chevrolet Cruze Stock Car | KTF/Maxon Oil                          | 73  | Sérgio Jimenez     |        |
| Chevrolet Cruze Stock Car | Eurofarma RC                           | 29  | Daniel Serra       | 1-14   |
| Chevrolet Cruze Stock Car | Eurofarma RC                           | 90  | Ricardo Mauricio   | 1-14   |
| Toyota Corolla Stock Car  | Full Time Sports                       | 117 | Matías Rossi       | 1-14   |
| Toyota Corolla Stock Car  | Full Time Sports                       | 111 | Rubens Barrichello | 1-14   |
| Toyota Corolla Stock Car  | Full Time Bassani                      | 33  | Nelson Piquet, Jr. | 1-14   |
| Toyota Corolla Stock Car  | Full Time Bassani                      | 8   | Rafael Suzuki      | 1-14   |
| Toyota Corolla Stock Car  | RCM                                    | 10  | Ricardo Zonta      | 1-14   |
| Toyota Corolla Stock Car  | RCM                                    | 44  | Bruno Baptista     | 1-14   |
| Toyota Corolla Stock Car  | Ipiranga Racing                        | 30  | César Ramos        | 1-14   |
| Toyota Corolla Stock Car  | Ipiranga Racing                        | 21  | Thiago Camilo      | 1-14   |

### Mudanças nas equipes
- Cimed Racing anunciou a sua saída da categoria como equipe depois de sete temporadas e dois títulos. Como consequência, a sua segunda equipe, Crown Racing, deve alinhar quatro carros,[8] sendo dois deles em parceria com a Shell V-Power Racing que deixou a TMG Racing.[9]
- Com o fim da parceria, a TMG anunciou uma nova aliança com a  Blau Motorsport. O novo time será formado pela fusão das duas estruturas, reduzindo de quatro para dois carros.[10]
- Prati-Donaduzzi não voltará como patrocinadora da equipe R. Mattheis Motorsport que volta a usar seu nome original.[11]
- As equipes  Full Time Sports, RCM e Ipiranga Racing foram as equipes escolhidas para representar a Toyota.[12]
- A KTF Sports pretende alinhar três carros depois de adquirir um da Blau/TMG.[13]

### Mudanças de pilotos
- Os pilotos ligados a Shell, Atila Abreu e Ricardo Zonta deixaram TMG Racing assim como Galid Osman e Gaetano di Mauro deixaram a  Full Time Sports. Abreu e Osman vão competir pela of Crown Racing; Zonta se juntou a RCM e Di Mauro assinou com a Vogel.[14]
- Felipe Fraga deixou o campeonato depois de seis temporadas e um título da categoria para focar em sua carreira internacional.
- Sérgio Jimenez volta à categoria depois de anunciar acordo com a KTF/Maxon Racing.
- Diego Nunes trocou a KTF pela Blau Motorsport/TMG.
- Julio Campos assinou com a Crown Racing após o fim da parceria entre Prati-Donaduzzi e R. Mattheis.
- Marcos Gomes deixou a KTF e acertou com a Cavaleiro.
- Após o titulo com folga na Stock Light guiando pela KTF, Guilherme Salas ganhou uma vaga na categoria principal.
- Rafael Suzuki trocou a Hot Car pela Full Time.
- Cesar Ramos acertou com a Ipiranga para ser o substituto de Bia Figueiredo que está grávida de seu primeiro filho.

## Calendário e resultados

### Etapas
| Etapa | Etapa | Data           |                                  | Circuito                             | Local          |
| ----- | ----- | -------------- | -------------------------------- | ------------------------------------ | -------------- |
| 1     | C1    | 26 de julho    | Grande Prêmio de Goiás           | Autódromo Internacional Ayrton Senna | Goiânia, GO    |
| 1     | C2    | 26 de julho    | Grande Prêmio de Goiás           | Autódromo Internacional Ayrton Senna | Goiânia, GO    |
| 2     | C1    | 22 de agosto   | Grande Prêmio de São Paulo       | Autódromo José Carlos Pace           | São Paulo, SP  |
| 3     | C1    | 23 de agosto   | Corrida do Milhão                | Autódromo José Carlos Pace           | São Paulo, SP  |
| 4     | C1    | 13 de setembro | Grande Prêmio de Londrina        | Autódromo Internacional Ayrton Senna | Londrina, PR   |
| 4     | C2    | 13 de setembro | Grande Prêmio de Londrina        | Autódromo Internacional Ayrton Senna | Londrina, PR   |
| 5     | C1    | 3 de outubro   | Grande Prêmio de Cascavel        | Autódromo Internacional de Cascavel  | Cascavel, PR   |
| 6     | C1    | 4 de outubro   | Grande Prêmio do Oeste do Paraná | Autódromo Internacional de Cascavel  | Cascavel, PR   |
| 6     | C2    | 4 de outubro   | Grande Prêmio do Oeste do Paraná | Autódromo Internacional de Cascavel  | Cascavel, PR   |
| 7     | C1    | 18 de outubro  | Grande Prêmio do Velo Città      | Autódromo Velo Città                 | Mogi Guaçu, SP |
| 7     | C2    | 18 de outubro  | Grande Prêmio do Velo Città      | Autódromo Velo Città                 | Mogi Guaçu, SP |
| 8     | C1    | 7 de novembro  | Grande Prêmio Amadeu Rodrigues   | Autódromo Internacional de Curitiba  | Curitiba, PR   |
| 9     | C1    | 8 de novembro  | Grande Prêmio de Curitiba        | Autódromo Internacional de Curitiba  | Curitiba, PR   |
| 9     | C2    | 8 de novembro  | Grande Prêmio de Curitiba        | Autódromo Internacional de Curitiba  | Curitiba, PR   |
| 10    | C1    | 21 de novembro | Grande Prêmio de Goiânia         | Autódromo Internacional Ayrton Senna | Goiânia, GO    |
| 11    | C1    | 22 de novembro | Grande Prêmio das Esmeraldas     | Autódromo Internacional Ayrton Senna | Goiânia, GO    |
| 11    | C2    | 22 de novembro | Grande Prêmio das Esmeraldas     | Autódromo Internacional Ayrton Senna | Goiânia, GO    |
| 12    | C1    | 13 de dezembro | Grande Final - Interlagos        | Autódromo José Carlos Pace           | São Paulo, SP  |
| 12    | C2    | 13 de dezembro | Grande Final - Interlagos        | Autódromo José Carlos Pace           |                |

### Resultados
| #  | Circuito                                            | Data           | Pole Position    | Volta mais rápida  | Piloto Vencedor    | Equipe Vencedora                       | Carro     | Info          |
| -- | --------------------------------------------------- | -------------- | ---------------- | ------------------ | ------------------ | -------------------------------------- | --------- | ------------- |
| 1  | Autódromo Internacional Ayrton Senna, Goiânia       | 26 de julho    | Ricardo Zonta    | Ricardo Zonta      | Ricardo Zonta      | RCM Motorsport                         | Toyota    | [ 17 ]        |
| 1  | Autódromo Internacional Ayrton Senna, Goiânia       | 26 de julho    | Sem Disputa      | Thiago Camilo      | Rubens Barrichello | Full Time Sports                       | Toyota    | [ 17 ]        |
| 2  | Autódromo José Carlos Pace, São Paulo               | 22 de agosto   | César Ramos      | Nelson Piquet, Jr. | Nelson Piquet, Jr. | Full Time Bassani                      | Toyota    | [ 18 ]        |
| 3  | Corrida do Milhão                                   | 23 de agosto   | César Ramos      | Marcos Gomes       | Ricardo Zonta      | RCM Motorsport                         | Toyota    | [ 19 ]        |
| 4  | Autódromo Internacional Ayrton Senna, Londrina      | 13 de setembro | Thiago Camilo    | Rafael Suzuki      | Rafael Suzuki      | Full Time Bassani                      | Toyota    | [ 20 ]        |
| 4  | Autódromo Internacional Ayrton Senna, Londrina      | 13 de setembro | Sem Disputa      | Nelson Piquet, Jr. | Ricardo Mauricio   | Eurofarma RC                           | Chevrolet | [ 21 ]        |
| 5  | Autódromo Internacional de Cascavel, Cascavel       | 3 de outubro   | Thiago Camilo    | Daniel Serra       | Thiago Camilo      | Ipiranga Racing                        | Chevrolet | [ 22 ]        |
| 6  | Autódromo Internacional de Cascavel, Cascavel       | 4 de outubro   | Bruno Baptista   | Bruno Baptista     | Bruno Baptista     | Eurofarma RC                           | Toyota    | [ 23 ]        |
| 6  | Autódromo Internacional de Cascavel, Cascavel       | 4 de outubro   | Sem Disputa      | Ricardo Zonta      | Daniel Serra       | Eurofarma RC                           | Chevrolet | [ 24 ]        |
| 7  | Autódromo Velo Città                                | 18 de outubro  | Julio Campos     | Nelson Piquet, Jr. | Julio Campos       | ACDelco/iCarros-Petrobrás Crown Racing | Chevrolet | [ 25 ]        |
| 7  | Autódromo Velo Città                                | 18 de outubro  | Sem Disputa      | Ricardo Mauricio   | Diego Nunes        | TMG/Blau Motorsport                    | Chevrolet | [ 26 ]        |
| 8  | Autódromo Internacional de Curitiba, Curitiba       | 7 de novembro  | Thiago Camilo    | Thiago Camilo      | Thiago Camilo      | Ipiranga Racing                        | Chevrolet | [ 27 ]        |
| 9  | Autódromo Internacional de Curitiba, Curitiba       | 8 de novembro  | Thiago Camilo    | Thiago Camilo      | Thiago Camilo      | Ipiranga Racing                        | Chevrolet | [ 28 ]        |
| 9  | Autódromo Internacional de Curitiba, Curitiba       | 8 de novembro  | Sem Disputa      | Gabriel Casagrande | Gabriel Casagrande | R. Mattheis                            | Chevrolet | [ 29 ]        |
| 10 | Autódromo Internacional Ayrton Senna, Goiânia       | 21 de novembro | Guilherme Salas  | Daniel Serra       | Ricardo Mauricio   | Eurofarma RC                           | Chevrolet | [ 30 ]        |
| 11 | Autódromo Internacional Ayrton Senna, Goiânia       | 22 de novembro | Allam Khodair    | Guilherme Salas    | Guilherme Salas    | KTF Sports                             | Chevrolet | [ 31 ]        |
| 11 | Autódromo Internacional Ayrton Senna, Goiânia       | 22 de novembro | Sem Disputa      | Allam Khodair      | Allam Khodair      | TMG/Blau Motorsport                    | Chevrolet | [ 32 ]        |
| 12 | Grande Final, Autódromo José Carlos Pace, São Paulo | 13 de dezembro | Ricardo Mauricio | Ricardo Zonta      | Ricardo Mauricio   | Eurofarma RC                           | Chevrolet | [ 33 ] [ 34 ] |

Obs: Calendário com pendências e sujeito a mudanças devido à pandemia de COVID-19.

## Classificação

### Campeonato de pilotos
| Pos | Piloto             | GOI | GOI | INT | CDM | LON | LON | CAS | CAS | CAS | MOG | MOG | CUR | CUR | CUR | GOI | GOI | GOI | SPO | Pts |
| --- | ------------------ | --- | --- | --- | --- | --- | --- | --- | --- | --- | --- | --- | --- | --- | --- | --- | --- | --- | --- | --- |
| 1   | Ricardo Mauricio   | 3   | 13  | 5   | 5   | 10  | 1   | 4   | 19  | 11  | 15  | 3   | 10  | 8   | 6   | 1   | 18  | 5   | 1   | 291 |
| 2   | Ricardo Zonta      | 1   | Ret | 3   | 1   | 11  | 13  | 9   | Ret | 2   | 12  | 4   | 12  | 6   | 5   | Ret | 5   | 10  | 2   | 278 |
| 3   | Daniel Serra       | 4   | 6   | 13  | NL  | 16  | 10  | 2   | 10  | 1   | 9   | Ret | 3   | 4   | 3   | 3   | 8   | 4   | 4   | 275 |
| 4   | Thiago Camilo      | 6   | 5   | Ret | 6   | 3   | 11  | 1   | 5   | 16  | 16  | 8   | 1   | 1   | 7   | 10  | Ret | 11  | Ret | 238 |
| 5   | César Ramos        | 8   | 8   | 2   | 2   | 4   | Ret | 5   | 4   | 8   | 4   | 14  | 13  | 16  | 18  | 13  | 15  | 12  | 5   | 237 |
| 6   | Rubens Barrichello | 7   | 1   | 7   | 4   | 7   | 2   | 7   | 14  | 21  | 14  | 5   | 8   | 5   | 4   | 9   | 9   | 3   | 16  | 234 |
| 7   | Nelson Piquet, Jr. | Ret | 2   | 1   | Ret | 6   | 3   | Ret | Ret | 5   | 7   | 16  | 16  | 15  | 2   | 18  | 13  | 2   | 3   | 224 |
| 8   | Gabriel Casagrande | Ret | Ret | 6   | Ret | 2   | 4   | Ret | 6   | 3   | 2   | 7   | 14  | 10  | 1   | 5   | 4   | 8   | NP  | 224 |
| 9   | Allam Khodair      | 2   | Ret | 9   | 9   | 8   | 16  | 3   | 11  | 18  | 3   | 15  | 7   | 9   | Ret | 7   | Ret | 1   | 8   | 221 |
| 10  | Guilherme Salas    | 13  | 11  | Ret | 7   | Ret | Ret | 15  | 9   | 15  | 6   | 11  | 2   | 2   | Ret | 2   | 1   | Ret | 10  | 212 |
| 11  | Diego Nunes        | 14  | 15  | 14  | Ret | 12  | 15  | 16  | 2   | Ret | 10  | 1   | 5   | 12  | 9   | 4   | 2   | Ret | 12  | 203 |
| 12  | Bruno Baptista     | Ret | 3   | 10  | 11  | 17  | 5   | 20  | 1   | Ret | Ret | 6   | 6   | Ret | Ret | 6   | 17  | 9   | 7   | 179 |
| 13  | Júlio Campos       | 12  | 18  | 18  | 10  | 9   | 14  | Ret | 3   | 17  | 1   | Ret | 9   | 7   | 8   | 14  | 10  | 14  | 14  | 175 |
| 14  | Rafael Suzuki      | Ret | 7   | 4   | 13  | 1   | Ret | 8   | 17  | 6   | 17  | 10  | 18  | 14  | 17  | 15  | 11  | 16  | 11  | 172 |
| 15  | Átila Abreu        | 16  | 4   | 12  | 8   | 5   | 7   | 6   | 7   | 9   | Ret | 9   | Ret | Ret | 15  | 16  | Ret | 15  | 13  | 158 |
| 16  | Denis Navarro      | Ret | 10  | 19  | 3   | 14  | Ret | 13  | 8   | 7   | Ret | Ret | Ret | 3   | Ret | 11  | 3   | Ret | Ret | 134 |
| 17  | Cacá Bueno         | 5   | 9   | 16  | Ret | 13  | 8   | Ret | 18  | 13  | 11  | 18  | 11  | 11  | 16  | Ret | Ret | 17  | 15  | 125 |
| 18  | Matías Rossi       | 11  | 12  | Ret | Ret | Ret | 12  | 10  | Ret | 10  | 8   | 2   | 4   | Ret | 11  | 12  | 16  | Ret | Ret | 121 |
| 19  | Galid Osman        | 9   | 14  | 15  | 15  | 20  | Ret | 11  | 12  | 16  | 19  | 12  | Ret | Ret | 12  | Ret | Ret | Ret | 6   | 107 |
| 20  | Gaetano di Mauro   | Ret | Ret | 8   | 16  | 21  | 6   | 19  | Ret | 4   | Ret | Ret | Ret | 17  | Ret | 8   | 6   | Ret | 9   | 104 |
| 21  | Marcos Gomes       | Ret | Ret | Ret | 12  | Ret | Ret | 14  | 13  | 19  | 5   | 17  | 17  | Ret | 14  | Ret | 12  | 6   | 19  | 88  |
| 22  | Lucas Foresti      | 15  | Ret | 11  | 14  | 15  | 18  | 17  | 12  | 14  | 13  | 13  | Ret | Ret | 10  | Ret | NL  | 13  | Ret | 87  |
| 23  | Pedro Cardoso      | 17  | 16  | Ret | Ret | 18  | 9   | 12  | Ret | Ret | 18  | Ret | 15  | 13  | 19  | 17  | 19  | 7   | 17  | 84  |
| 24  | Tuca Antoniazi     | 18  | 17  | 20  | Ret | 19  | 17  | 18  | 15  | 20  | 20  | 19  | Ret | 18  | Ret | 19  | 14  | 18  | 18  | 50  |
| 25  | Felipe Lapenna     |     |     |     |     |     |     |     |     |     |     |     | Ret | Ret | 13  | NL  | 7   | Ret | Ret | 14  |
| 26  | Vitor Genz         | 10  | Ret |     |     |     |     |     |     |     |     |     |     |     |     |     |     |     |     | 11  |
| 27  | Vitor Baptista     |     |     | 17  | 17  |     |     |     |     |     |     |     |     |     |     |     |     |     |     | 8   |
| Pos | Piloto             | GOI | GOI | INT | CDM | LON | LON | CAS | CAS | CAS | MOG | MOG | CUR | CUR | CUR | GOI | GOI | GOI | SPO | Pts |

| Cor      | Resultado            |
| -------- | -------------------- |
| Ouro     | Vencedor             |
| Prata    | 2º lugar             |
| Bronze   | 3º lugar             |
| Verde    | Terminou, nos pontos |
| Azul     | Terminou, sem pontos |
| Púrpura  | Retirou-se (Ret)     |
| Vermelho | Não qualificado (NQ) |
| Preto    | Desqualificado (DSQ) |
| Branco   | Não largou (NL)      |
| Sem cor  | Não participou (NP)  |
| Sem cor  | Lesionado (Les)      |
| Sem cor  | Excluído (EX)        |